# Ligiamorpha
Ligiamorpha è un infraordine di crostacei isopodi.

## Tassonomia
- Infraordine Ligiamorpha
  - Sezione Diplocheta Vandel, 1957
    - Ligiidae Leach, 1814
    - Mesoniscidae Verhoeff, 1908

  - Sezione Synocheta Legrand, 1946
    - Superfamiglia Trichoniscoidea Sars, 1899
      - Buddelundiellidae Verhoeff, 1930
      - Trichoniscidae Sars, 1899
        - Alpioniscus Racovitza, 1908

    - Superfamiglia Styloniscoidea Vandel, 1952
      - Schoebliidae Verhoeff, 1938
      - Styloniscidae Vandel, 1952
      - Titaniidae Verhoeff, 1938
      - Tunanoniscidae Borutskii, 1969

  - Sezione Crinocheta Legrand, 1946
    - Superfamiglia Oniscoidea Latreille, 1802
      - Bathytropidae Vandel, 1952
      - Berytoniscidae Vandel, 1973
      - Detonidae Budde-Lund, 1906
      - Halophilosciidae Verhoeff, 1908
      - Olibrinidae Vandel, 1973
      - Oniscidae Latreille, 1802
      - Philosciidae Kinahan, 1857
      - Platyarthridae Vandel, 1946
      - Pudeoniscidae Lemos de Castro, 1973
      - Rhyscotidae Budde-Lund, 1908
      - Scyphacidae Dana, 1852
      - Speleoniscidae Vandel, 1948
      - Sphaeroniscidae Vandel, 1964
      - Stenoniscidae Budde-Lund, 1904
      - Tendosphaeridae Verhoeff, 1930

    - Superfamiglia Armadilloidea Brandt, 1831
      - Actaeciidae Vandel, 1952
      - Armadillidae Brandt, 1831
      - Armadillidiidae Brandt, 1833
      - Atlantidiidae Arcangeli, 1954
      - Balloniscidae Vandel, 1963
      - Cylisticidae Verhoeff, 1949
      - Eubelidae Budde-Lund, 1904
      - Periscyphicidae Ferrara, 1973
      - Porcellionidae Brandt, 1831
      - Trachelipodidae Strouhal, 1953